# Treibgutrechen

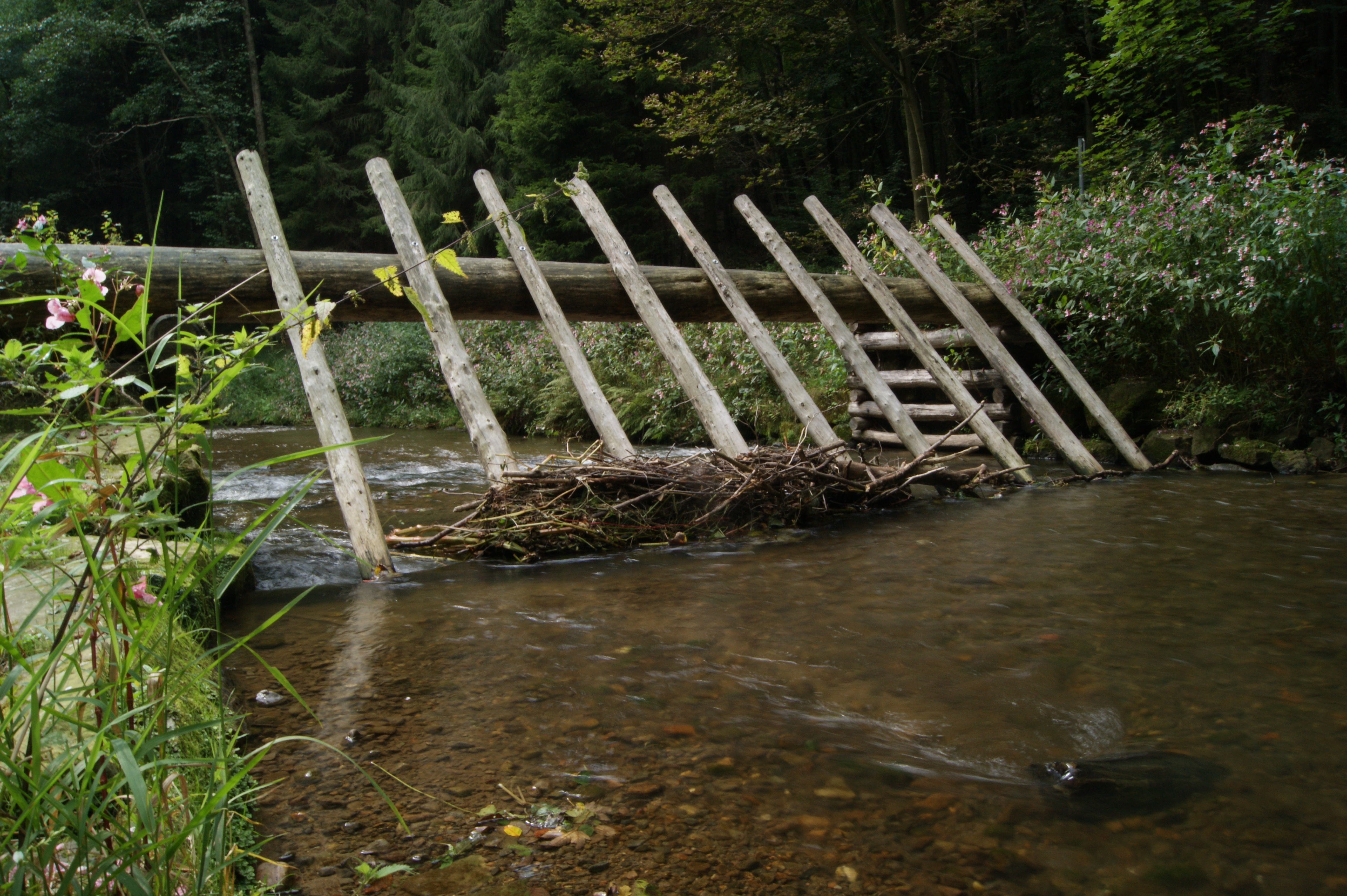
Einfacher Treibgutrechen in einem Bachlauf

Der Treibgutrechen ist ein Wasserbauwerk, um Treibgut aufzufangen, das eine nachfolgende Anlage schädigen könnte oder das aus anderen Gründen zurückgehalten werden soll.

## Funktionsweise
Treibgutrechen befinden sich meist in Kraftwerks- oder Pumpwerks-Zulaufkanälen. Man unterscheidet Grobrechen mit lichten Stababständen von 100 mm oder mehr von Feinrechen, für die derzeit bei Neuanlagen Stababstände zwischen 10 und 20 mm gewählt werden. In vielen Fällen ist dem Feinrechen ein Grobrechen vorgeschaltet. Um Fische vor dem Einschwimmen zu schützen, ist ein Feinrechen notwendig.
Ein Treibgutrechen besteht aus einer Vielzahl parallel angeordneter Metallstäbe unterschiedlicher Querschnitte. Die früher häufigen Rechteckquerschnitte werden zunehmend durch hydraulisch und reinigungstechnisch günstigere Profile abgelöst. Die Anordnung der Rechenstäbe kann entweder vertikal oder horizontal zur Gewässersohle erfolgen, wobei die  Anordnung vom Fischschutz- und Fischabstiegskonzept abhängt.

## Einsatzgebiete

### Wasserkraftanlagen
Um Beschädigungen der empfindlichen Turbinenanlagen an Wasserkraftwerken durch Treibgut zu verhindern, ist vor dem Turbineneinlauf ein Rechen angebracht, der in der klassischen Bauweise vom Grund des Gerinnes bis über die Wasseroberfläche reicht. Alle Fremdkörper, die das durch den Abstand der Rechenstäbe vorgegebene Maß übersteigen, bleiben dort hängen und müssen regelmäßig mit einem Rechenreiniger ausgekämmt werden. Ein Rechen stellt für das durchfließende Wasser einen Strömungswiderstand dar, der bei der nachfolgenden Wasserkraftanlage zu einer Leistungseinbuße durch eine Verminderung der Fallhöhe führt. Ist der Rechen durch Treibgut verlegt, steigt der Strömungswiderstand und damit die Einbuße der Fallhöhe deutlich an. Darüber hinaus kann der Staudruck bei einem belegten Rechen diesen mechanisch beschädigen. In modernen Wasserkraftanlagen sind automatische Rechenreinigungsmaschinen ggf. mit Treibgutkran im Einsatz. Diese werden eingeschaltet, wenn die Wasserstandsdifferenz am Rechen einen bestimmten einstellbaren Wert überschreitet.
Da der maximale Durchfluss der Wasserkraftanlage (Schluckvermögen) eine Fixgröße ist, werden bei Hochwasser die das Schluckvermögen überschreitenden Abflüsse über Wehre in das Altgerinne des Flusses oder Gerinnes abgeleitet oder durch die geöffneten Schütze direkt ins Unterwasser abgegeben. Dadurch wird ein Ausufern des Flusses oberhalb des Wehres unterbunden. Da das Schluckvermögen der Wasserkraftanlage im Vergleich zum Abfluss größerer Hochwässer meist erheblich geringer ist, kann selbst das Abstellen der Turbinen die Pegel des Hochwassers kaum merkbar beeinträchtigen. Da bei Hochwasser die Unterwasserstände ansteigen, nimmt bei größeren Hochwässern die Fallhöhe soweit ab, dass die abgegebene Leistung der Turbinen deutlich zurückgeht. Da mit dem Hochwasser meist auch der Rechengutanfall (viel Treibholz) stark ansteigt, werden die Turbinen häufig bei größerem Hochwasser abgestellt.

### Holztrift
An Gewässern, die zur Holztrift genutzt wurden, kamen an den Stellen, in denen das getriftete Holz aus dem Gewässer entnommen wurde, Triftrechen zum Einsatz. Diese sorgten dafür, dass das absichtlich zum Transportieren ins Gewässer eingebrachte Treibholz hängenblieb oder gezielt ans Ufer oder in Nebenkanäle geleitet werden konnte.
Beispiele für Triftrechen:
- Gasteiger Rechen, Holztriftrechen der Enns, Steiermark, von 1570
- Hieflauer Rechen, Holztriftrechen
- Lassingrechen, Holztriftrechen in Wildalpen
- Luitpoldwehr an der Saalach, ehem. Holztriftrechen der Saline Bad Reichenhall

### Abwasserbehandlung
Rechen werden auch in Kläranlagen zur mechanischen Abwasserreinigung eingesetzt, siehe Rechen (Kläranlage).

## Heraldik
Im Gemeindewappen der ehemaligen Gemeinde Hieflau im steirischen Ennstal wird im unteren Teil der „Hieflauer Rechen“ symbolisch dargestellt.